# Cynoglossum trianaeum
Cynoglossum trianaeum là loài thực vật có hoa trong họ Mồ hôi. Loài này được Wedd. mô tả khoa học đầu tiên năm 1859.